# Театр оперы (Буэнос-Айрес)
Театр Оперы (оперный театр) — дом кино и театра, расположен по адресу Авенида Корриентес, 860 в городе Буэнос-Айрес, Аргентина.

## История
Оперный театр был создан в 1871 году итальянским бизнесменом Антонио Песталардо под названием Teatro de la Opera. Бизнесмен предвидел необходимость в театре, обслуживающем растущее население города в последующие годы. Корриентес, которая в те годы все ещё была узкой улицей и находилась вдали от центра Буэнос-Айреса, стал оживлен благодаря строительству театра. Его проект имел множество недостатков, так как в следующем году вспыхнула эпидемия жёлтой лихорадки, и в довершение всего порт города был закрыт, блокируя приток материалов, необходимых для строительства. Наконец Песталардо достиг своей цели, «Оперный театр», посвященный в основном лирическому жанру был открыт 25 мая с 1872 года звучанием оперы Il Trovatore. Это был первое здание в городе, в котором было газовое освещение, исключение для того времени.
Однако массовое расширение улицы Корриентес привело к сносу театра в 1935 году, после чего заведение было продано Клементе Лококо, который перестроил Оперный театр. Новый оперный театр был спроектирован бельгийским аргентинским архитектором Альбертом Бурдоном и переоснащен в 1936 году. Арт-деко, многоцелевой театр, принимающий гостей, посещающих сценические представления, так и поклонников кино. Имеет вместимость до 2500 зрителей. В театре проходит множество выступлений и гастрольных туров известных артистов театра и кино, одним из таких являются живые выступления бандонеониста Астора Пьяццолла. последнее его живое выступление в Аргентине состоялось в июне 1989 года.
Экономическая нестабильность и изменение общественных вкусов привели к упадку театра в 1990-е годы, и в 1996 году его владельцы подумывали о продаже здания разработчикам парковочных конструкций. Общественный резонанс и активизм со стороны национального театра привело к принятию закона «О Национальном театре», предоставляющего субсидии борющимся театрам, а также защищающего их от сноса. Оперный театр был реконструирован в 1998 году и в настоящее время вмещает 1852 зрителя.

## Известные исполнители театра
- Cocteau Twins
- Луи Армстронг
- Элла Фитцджеральд
- Ава Гарднер
- Жозефина Бейкер
- Эдит Пиаф
- Ринго Старр
- Мариллион
- Лаура Паузини
- Моррисси
- Астор Пьяццолла
- Extreme
- REO Speedwagon
- America (группа)
- Paolo Nutini
- Грейс Джонс
- Тони Беннетт
- Линдси Стирлинг
- Ричард Маркс